# 约翰内斯·温克勒
约翰内斯·温克勒（德語：Johannes Winkler，1897年5月29日—1947年12月27日）是一位德国火箭先驱，德国火箭协会创始成员之一，在欧洲率先成功发射了第一枚液体燃料火箭。
在1915年第一次世界大战中，他加入德意志帝国陆军，第二年因在行动中负伤而长期住院。痊愈后，他作为一名机械师到但泽技术学院学习，并在容克斯飞机与发动机制造厂找到一份工作。 
1927年7月5日，他成为太空旅航协会(Verein für Raumschiffahrt)创始人之一，并出任该协会首任主席兼协会《火箭》杂志编辑。 
1931年2月21日，他在德绍-罗斯劳操场第一次试射休克尔-温克勒1型火箭(HW-I)，由于燃料供给故障，火箭仅爬升了3米。在机械师里夏德·鲍曼(Richard Baumann)的帮助下，火箭再次重试，因此，在1931年3月14日4点45分，进行了第二发射，这一次一切顺利，HW-I 火箭上升约60米后改为平飞，最后降落在距发射台200米处。温克勒称，这一刻液体火箭诞生了。据他介绍，该火箭原计划将抵达500米的高度，火箭达到的最大高度没有记录，它的动力来自液态氧和液化甲烷。 
十八个月后，温克勒于1932年10月6日邀请包括柯尼斯堡市政委员在内的官员们观看 HW-II型火箭的公开发射。但不幸的是，由于燃料阀故障，火箭点火后数秒内就发生爆炸。
温克勒先是为容克斯工厂，后为政府航空研究所设计过一些其他的火箭和助推装置，但这些设计都从没离开过绘图板。

## 荣誉
月球背面的一座小陨石坑-温克勒陨石坑，就是以他的名字命名的。

## 参引和注释
1. 1 2  Ley, Willy. . New York: The Viking Press. 1958: 222 [1944].
2. 1 2 3  von Braun, Wernher; Ordway, Frederick I; Dooling, Jr., David. . New York: Harper & Row. 1985: 64,69 [1975]. ISBN 0-06-181898-4.
注释: 1931年2月21日，HW-I 只爬升了3米(奥德韦&夏普,第18页).
注释: 1931年3月13日, 卡尔·波根泽在柏林附近发射了一枚飞至1500英尺处的固体燃料火箭.
注释:布劳恩声称太空旅航协会早在1927年就已成立 (《火箭》杂志首次发布日期为"1927年1月至6月")
3. ↑  International Astronomical Union > Gazetteer of Planetary Nomenclature > Feature/6560 （页面存档备份，存于） Accessed 9 July 2013.